# روبلونج (آن)
روبلونج (بالفرنسية: Replonges)‏ هي بلدية فرنسية تقع في إقليم الآن في فرنسا. رمز إنسي لها هو:1320. أما الرمز البريدي لها فهو: 1750.